# Ivan Albright
Ivan Le Lorraine Albright (ur. 20 lutego 1897 w Harvey (Illinois), zm. 18 listopada 1983 w Woodstock (Vermont)) – amerykański malarz; przedstawiciel realizmu magicznego, znany z autoportretów, studiów postaci i martwych natur.

## Życiorys
Urodził się w North Harvey (Illinois) jako syn malarza Adama Emory’ego Albrighta oraz Clary Wilson. Jego zaangażowanie w sztukę zaczęło się już we wczesnym dzieciństwie, gdy on i jego brat bliźniak Malvin (który również został zawodowym artystą) spędzili niezliczone godziny pozując do obrazów ojca. W wieku 8 lat bliźniacy zaczęli uczyć się rysowania od ojca. Ivan wykazał się dużymi umiejętnościami w zakresie rysunku i po ukończeniu liceum w 1915 r. zdecydował, że jego umiejętności najlepiej wykorzystać w architekturze. W tym celu zapisał się (1915) na rok studiów architektonicznych na Northwestern University, a zaraz po nim na kolejny rok (1916) na Uniwersytet Illinois w Urbanie i Champaign.
Studiując w latach 1915–1917, w wolnym czasie dużo malował. Podczas I wojny światowej służył we Francji jako ilustrator medyczny w szpitalu wojskowym, wykonując rysunki i akwarele ran. Skrupulatność i kliniczna precyzja tych prac wyprzedziły jego późniejsze obrazy, które ujawniają jego chorobliwą obsesję na punkcie śmierci i rozpadu.
Przez większość życia mieszkał w Chicago lub w jego okolicach, a Art Institute of Chicago posiada największą kolekcję jego prac, w tym dwa obrazy, które sam Albright uważał za najważniejsze w swojej twórczości: That Which I Should Have Done I Did Not Do (1931–1941) oraz Portrait of Mary Block (1955–1956). Jest tam również obraz, który Albright namalował na potrzeby hollywoodzkiego filmu z 1945 roku Portret Doriana Graya wg Oscara Wilde’a, przedstawiający odrażającą postać tytułowego bohatera.

## Wybrane dzieła
- The Picture of Dorian Gray
- That Which I Should Have Done I Did Not Do (The Door)
- Into the World There Came a Soul Called Ida
- Portrait of Mary Block
- Poor Room-There Is No Time, No End, No Today, No Yesterday, No Tomorrow, Only the Forever, and Forever and Forever without End (The Window)

## Galeria

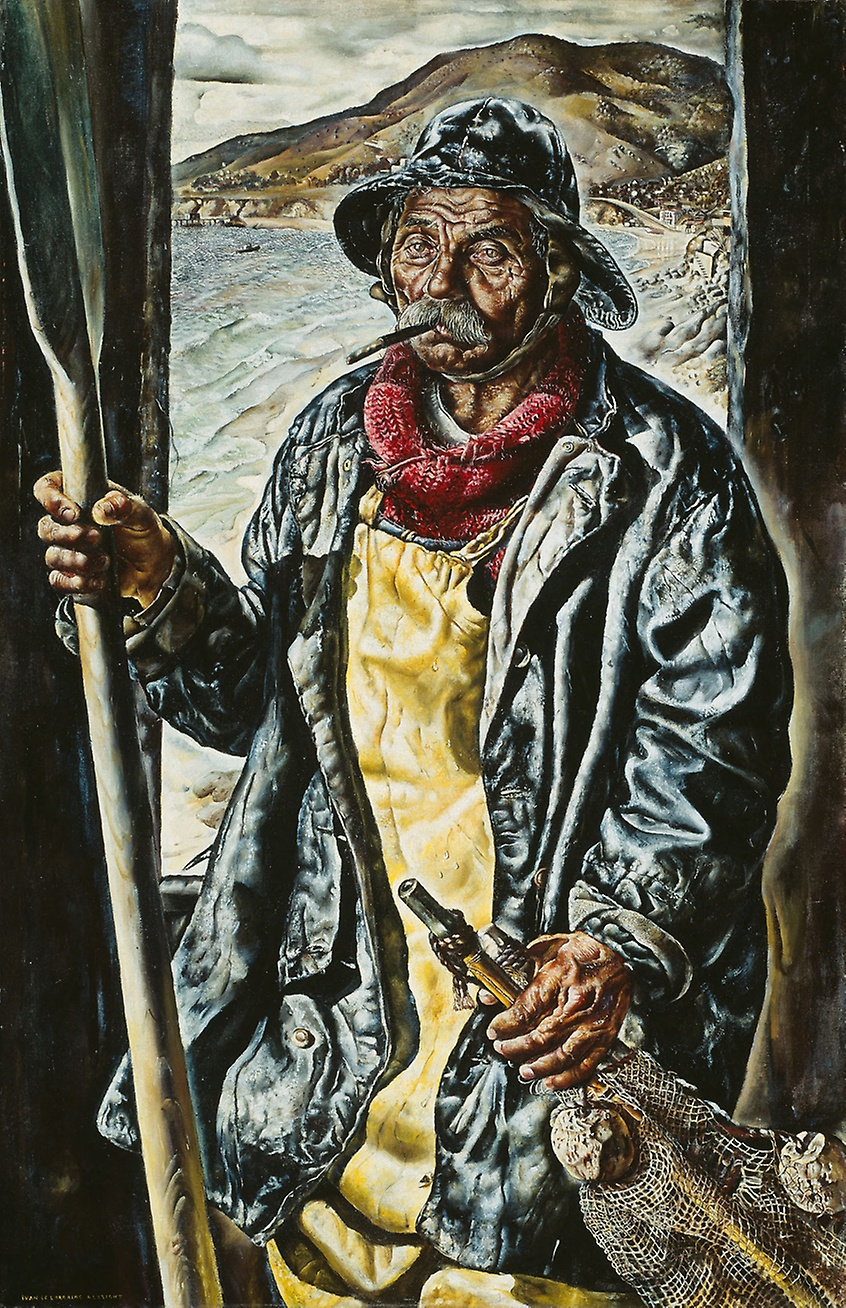
Heavy the Oar to Him Who is Tired, Heavy the Coat, Heavy the Sea
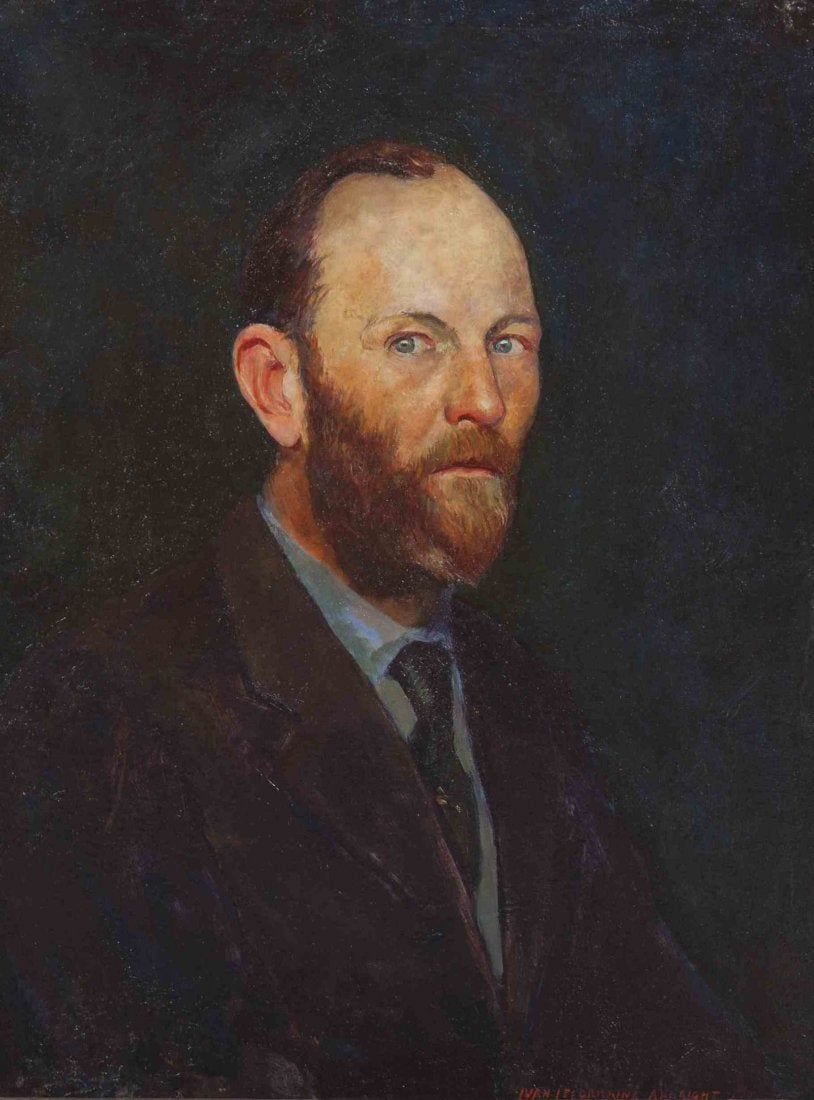
Albright The Philosopher
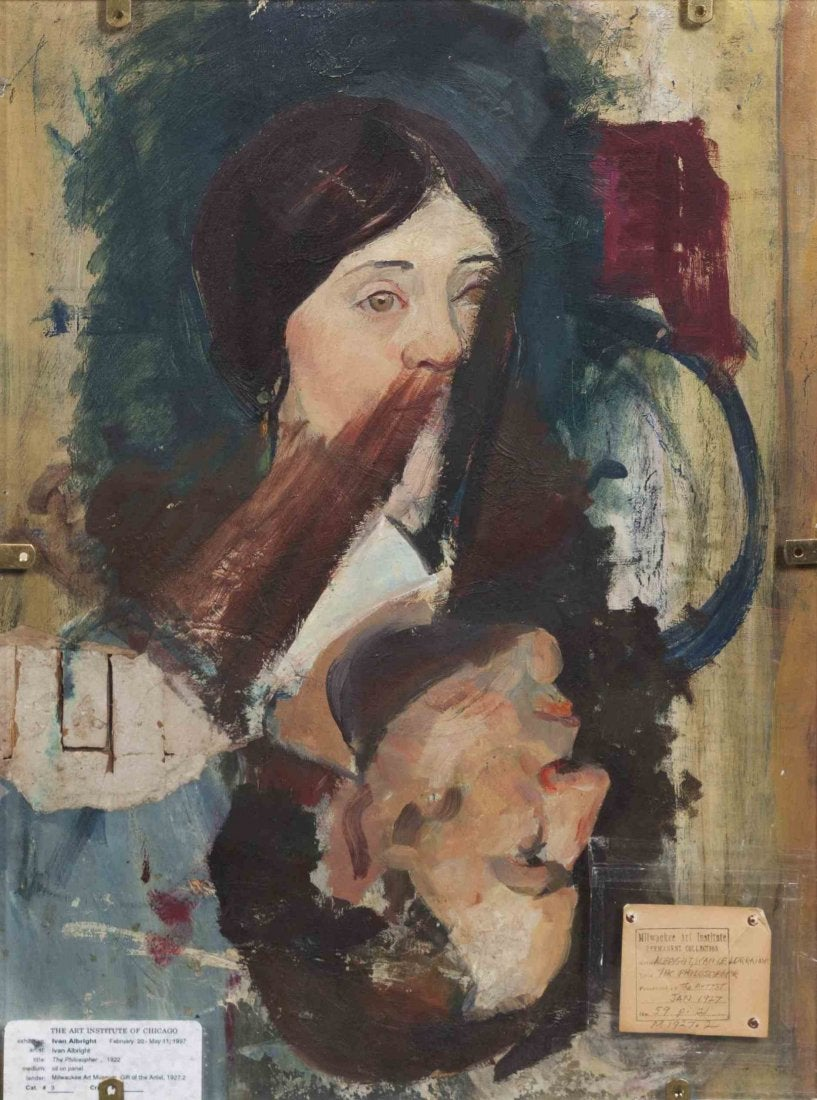
Albright The Philosopher (verso)
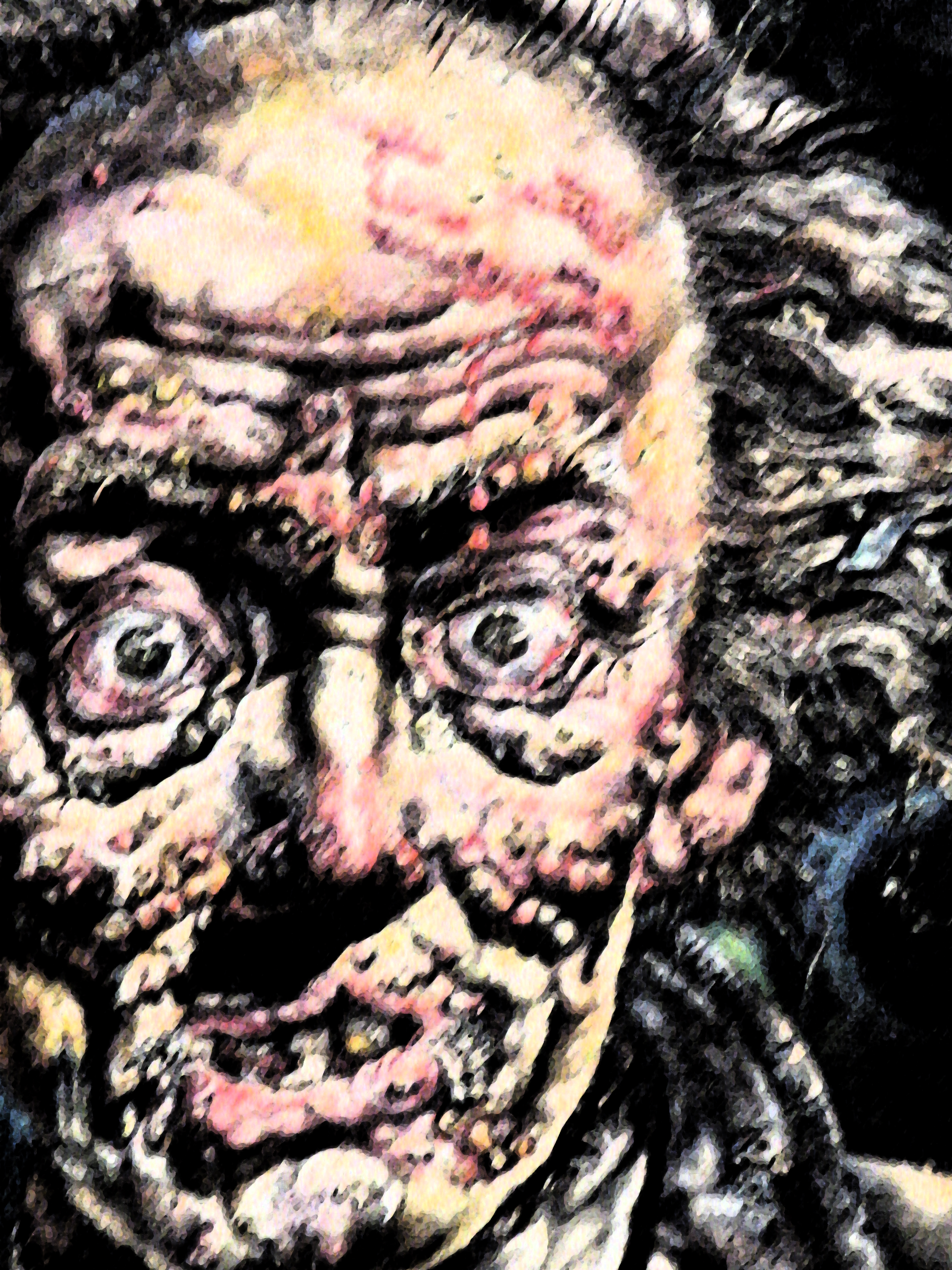
The Picture of Dorian Gray (fragment)
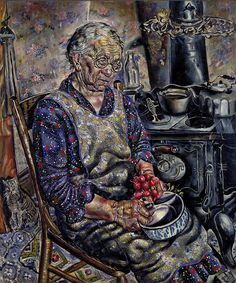
The Farmer’s Kitchen